# Jeff Smith (darter)
Jeff Smith (Saint John, New Brunswick, 6 november 1975) is een dartsspeler uit Canada. Zijn bijnaam is The Silencer. 

## Carrière
Hij bereikte de halve finale van Lakeside 2015. Het jaar daarop bereikte hij de finale van Lakeside 2016, waarin hij verloor van tweevoudig winnaar Scott Waites. In 2017 won hij het wereldkampioenschap singles van de WDF.
In 2020 deed Smith met succes mee aan de Britse Q-School. Hij won op dag 3 in de finale van Seigo Asada en haalde hiermee een tourcard voor de PDC. In februari 2020 haalde Smith meteen de finale van het eerste PDC-toernooi waar hij aan meedeed. In de finale van dit Players Championship-toernooi verloor Smith van Gary Anderson.
In juni 2023 wist Smith Jim Long en Jules van Dongen te verslaan om de finale van het PDC North American Championship te behalen. Daarin won hij met 6-5 van Matt Campbell. In 2018 won hij dezelfde titel ook al eens. Op de eveneens in juni 2023 plaatsvindende US Darts Masters versloeg Smith achtereenvolgend Peter Wright, Nathan Aspinall en Luke Humphries om de finale te bereiken. Michael van Gerwen was daarin te sterk.
Op Players Championship 22, dat plaatsvond op 27 september 2023, gooide Smith een negendarter in zijn wedstrijd tegen Ross Montgomery. Het was de eerste perfecte leg in Smiths PDC-carrière.

## Resultaten op Wereldkampioenschappen

### BDO
- 2015: Halve finale (verloren van Scott Mitchell met 0-6)
- 2016: Runner-up (verloren van Scott Waites met 1-7)
- 2017: Laatste 16 (verloren van Martin Adams met 1-4)

### WDF

#### World Cup
- 2017: Winnaar (gewonnen in de finale van Raymond Smith met 7-5)
- 2019: Kwartfinale (verloren van Martijn Kleermaker met 3-5)

### PDC
- 2018: Laatste 64 (verloren van Gary Anderson met 0-3)
- 2019: Laatste 96 (verloren van Josh Payne met 2-3)
- 2021: Laatste 64 (verloren van Chris Dobey met 2-3)
- 2022: Laatste 96 (verloren van Ross Smith met 0-3)
- 2023: Laatste 96 (verloren van Mike De Decker met 1-3)